# Phyllodromica globososacculata
Phyllodromica globososacculata — вид тарганів родини Blattellidae. Поширений у гірських рідколіссях Іспанії.